# فريديريك بوردين
فريديريك بيير بوردين  (من مواليد ١٣ يونيو ١٩٧٤)  هو منتحل فرنسي متسلسل أطلقت عليه الصحافة لقب "الحرباء".  بدأ الانتحال عندما كان طفلاً ويدعي أنه انتحل ما لا يقل عن 500 هوية مزيفة؛  ثلاثة منهم مراهقين مفقودين .  

## بداية حياته
ولد في نانتيير، تلقى بوردين تربيتة من قبل جده في نانت إلى أن هرب ،و في النهاية ذهب إلى باريس.
لم يعرف أباه ابدًا، مما صرحه أن أمه متزوجة جزائرية مهاجرة اسمها كاسي.